# Kaouther Belhaj
Pour les articles homonymes, voir Belhaj.
 (novembre 2023).
Si vous disposez d'ouvrages ou d'articles de référence ou si vous connaissez des sites web de qualité traitant du thème abordé ici, merci de compléter l'article en donnant les références utiles à sa vérifiabilité et en les liant à la section « Notes et références ».
Kaouther Belhaj (arabe : كوثر بالحاج), née le 7 avril 1975 à Moknine, est une actrice et danseuse tunisienne.

## Biographie
Sa carrière débute à la télévision dans la série Hamma wa Ammar, diffusée sur la chaîne Canal 21. Par la suite, elle joue dans la série El Hammema Wal Saqi, réalisée par Noureddine Chouchane et diffusée sur la chaîne Tunis 7. Elle apparaît également dans la série Îchqa wa Hkayet du même Essid. En 2005, elle obtient le rôle d'Azza dans la série populaire Choufli Hal. En 2011, elle joue dans la série Maître Malek diffusée par la Télévision tunisienne 1.
Au cinéma, elle joue dans plusieurs longs métrages dont Sois mon amie de Naceur Ktari, La Saison des hommes de Moufida Tlatli et Khorma de Jilani Saadi.
En 2011, l'actrice joue dans plusieurs spots publicitaires pour la société El Mazraa.

## Filmographie

### Cinéma
- 2000 : Sois mon amie de Naceur Ktari
- 2000 : La Saison des hommes de Moufida Tlatli : Fatma
- 2002 : Khorma de Jilani Saadi
- 2004 : Parole d'hommes de Moez Kamoun (ar)
- 2010 : Fin décembre (ar) de Moez Kamoun[2]
- 2013 : Affreux, cupides et stupides (Hizz Ya Wizz) d'Ibrahim Letaïef : Mme Ghalia

### Télévision

#### Séries
- ? : Hamma wa Ammar
- 1997 : El Hammema Wal Saqi de Noureddine Chouchane
- 1998 : Îchqa wa Hkayet de Slaheddine Essid
- 2002 : Gamret Sidi Mahrous de Slaheddine Essid : Hallouma
- 2004 : Hssabet w Aqabet de Habib Mselmani
- 2005-2009 : Choufli Hal de Slaheddine Essid et Abdelkader Jerbi : Azza
- 2010 : Malla Zhar de Sami Bel Arbi
- 2011 : Maître Malek de Fraj Slema : Samira
- 2013 : Allak Essabat de Ghazi Zaghbani
- 2013-2014 : Caméra Café d'Ibrahim Letaïef
- 2014 : Maktoub (saison 4) de Sami Fehri : Yasmine
- 2014 : Ikawi Saadek d'Émir Majouli et Oussama Abdelkader : Rim ou Rawand alias Riri
- 2015 : Bent Omha (saison 2) de Youssef Milad et Mokhless Moalla
- 2015-2016 : Awled Moufida de Sami Fehri : Chahla
- 2019 : Familia Si Taïeb d'Arbi Hédfi
- 2020 : 27 de Yosri Bouassida

#### Téléfilms
- 2009 : Choufli Hal d'Abdelkader Jerbi

#### Émissions
- 2012 : Dhouk Tohsel sur Tunisna TV
- 2014 : Dhawakna sur Telvza TV
- 2014 : L'anglizi (épisode 9) sur Tunisna TV
- 2015 : Ettayara (épisode 16) sur Attessia TV
- 2015 : Ghani Lel Jamaaya (épisode 28) sur El Hiwar El Tounsi

## Théâtre
- L'École des femmes, pièce mise en scène par Mohamed Kouka
- Foundou d'Abdelaziz Meherzi